# Субась (приток Уса)
Субась — река в России, течёт по территории Удорского района Республики Коми. Левый приток реки Ус.
Длина реки составляет 10 км.
Впадает в Ус на высоте 94 м над уровнем моря.

## Данные водного реестра
По данным государственного водного реестра России относится к Двинско-Печорскому бассейновому округу, водохозяйственный участок реки — Мезень от истока до водомерного поста у деревни Малонисогорская. Речной бассейн реки — Мезень.
Код объекта в государственном водном реестре — 03030000112103000044169.